# 羅卡韋比奇 (密蘇里州)
羅卡韋比奇（英語：Rockaway Beach）是位於美國密蘇里州托尼縣的城市。

## 人口
根據2020年美國人口普查的數據，羅卡韋比奇的面積為1.97平方千米，當中陸地面積為1.63平方千米，而水域面積為0.33平方千米。當地共有人口829人，而人口密度為每平方千米421人。